# Иванка Моралиева
Иванка Моралиева е българска плувкиня, състезаваща се основно в дисциплина свободен стил открито плуване и плувен маратон. От 2001 г. е национална рекордьорка на 1500 m свободен стил след Световното първенство във Фукуока, Япония (16:55,53). На Европейското първенство по водни спортове в Мадрид през 2004 г. печели бронзов медал на 25 km (4:41:21.2).
Родена е в град Смолян на 15 юни 1983 г. Тя е носителка на седем златни медала от републикански първенства. Състезава се за ЖПК Младост Пловдив и за Левски София. Трета в световната ранглиста по плувен маратон. Прави дебютът си за българския национален отбор на 17 години на Летните олимпийски игри в Сидни през 2000 г. През 2005 г. в Лондон става трета на маратона на 10 km, а в Охрид – втора на 30 km. Треньор ѝ е бил Ботко Трендафилов. Живее в Норвегия.